# Sala dei Giganti (Padova)
La Sala dei Giganti (in latino Aula Virorum Illustrium) è un ambiente affrescato, facente parte del Palazzo Liviano, un edificio situato in Piazza Capitaniato, nel centro storico della città di Padova.

## Storia

### Signoria dei da Carrara
In epoca tardo medievale, la Sala dei Giganti era uno degli ambienti di rappresentanza della Reggia Carrarese, palazzo dei signori di Padova. Per volontà di Francesco I da Carrara, negli anni 1370 la sala venne decorata con un elaborato ciclo di affreschi che aveva per tema quello di rappresentare uomini illustri della storia antica, attraverso l'associazione tra le imagines e i rispettivi tituli o elogia; vale a dire, rappresentazioni di figure umane e di scene narrative accompagnate da testi descrittivi. Il programma iconografico fu curato dal celebre poeta aretino Francesco Petrarca, intimo amico del Carrarese, stabilitosi definitivamente a Padova dal 1368, sulla base del suo testo De viris illustribus. Il ciclo decorativo trecentesco fu probabilmente concluso entro il 1379; esso però è andato quasi completamente perduto (se non per un unico lacerto, non parte del ciclo principale, costituito dal riquadro con il ritratto del Petrarca che si trova sulla parete finestrata ad est). Questa evenienza, congiuntamente all'assenza di fonti documentarie certe, ha reso difficoltoso stabilire chi si sia occupato del lavoro: oltre ai nomi certi di Altichiero da Zevio, Jacopo Avanzi e un non meglio identificato Ottaviano da Brescia, è stata ipotizzata anche la partecipazione di Guariento di Arpo, già attivo alla Reggia Carrarese, che però probabilmente prese parte unicamente ai lavori iniziali, risultando già morto nel 1369.

### Dominio veneziano
Con l'assoggettamento di Padova da parte della Repubblica di Venezia nel 1405 e la fine della dinastia dei Carraresi, il palazzo divenne sede del Capitanio, l'autorità preposta al comando militare della città. A causa di una cattiva manutenzione e dei diversi usi a cui fu destinata, la sala giunse al Cinquecento in un rovinoso stato di conservazione. Fortunatamente la nomina di Girolamo Corner (discendente del ramo gentilizio dei Corner discendente da Caterina Cornaro ultima regina di Cipro) a capitano della città nel 1539 inaugurò un nuovo destino per la sala. Durante gli anni del capitaniato di Corner, tra il 1539 ed il 1540, la Sala dei Giganti subì un consolidamento e restauro della struttura architettonica. Essa venne inoltre ampliata in larghezza ed il soffitto venne rialzato; risalgono a quell'epoca le due aperture finestrate a triplo fornice collocate sui lati corti, attribuite all'architetto Michele Sanmicheli. Su commissione del Corner, venne anche eseguito un nuovo ciclo di affreschi, il cui tema riprendeva e ampliava quello di epoca carrarese.
Il nuovo programma iconografico fu stilato dall'umanista Alessandro Maggi da Bassano, per quanto concerne la selezione degli uomini illustri e le scelte iconografiche, e da Giovanni Cavazza, che si occupò invece della stesura degli elogia. Per quanto concerne il contributo più prettamente artistico, parteciparono alla realizzazione del nuovo ciclo affrescato Domenico Campagnola, Stefano dall'Arzere e Gualtiero Padovano. La critica è inoltre pressoché concorde nel riconoscere le mani di Giuseppe Porta e del Lambert Sustris, attivi a Padova dal 1541, nelle figure di Tullo Ostilio, Antonino Pio e dei rispettivi monocromi.
La Sala dei Giganti è da sempre legata alla storia di Padova. Nei primi due secoli di dominazione veneziana era utilizzata come spazio di assemblea e riunione per le truppe che presidiavano la città. Essa inoltre aveva delle precise funzioni connesse all'Università: come racconta il Vasari, nel Cinquecento, tra le sue pareti si ospitavano feste per gli studenti dell'Ateneo. Inoltre, dal 1632 al 1912 fu qui allestito il primo nucleo della Biblioteca universitaria, poi trasferita in via San Biagio.

### Storia contemporanea
Nell'estate del 1922 un uragano ruppe le finestre della sala, che per alcuni anni rimase in stato di abbandono.
Attualmente la sala fa parte del complesso di Palazzo Liviano, costruito a partire dagli anni '30 su progetto dell'architetto e designer Gio Ponti per volontà del rettore dell'ateneo Carlo Anti.
La sala ha subito nel tempo diversi restauri, il più recente dei quali, concluso nel 2008, ha riportato gli affreschi al loro splendore iniziale.

## Descrizione

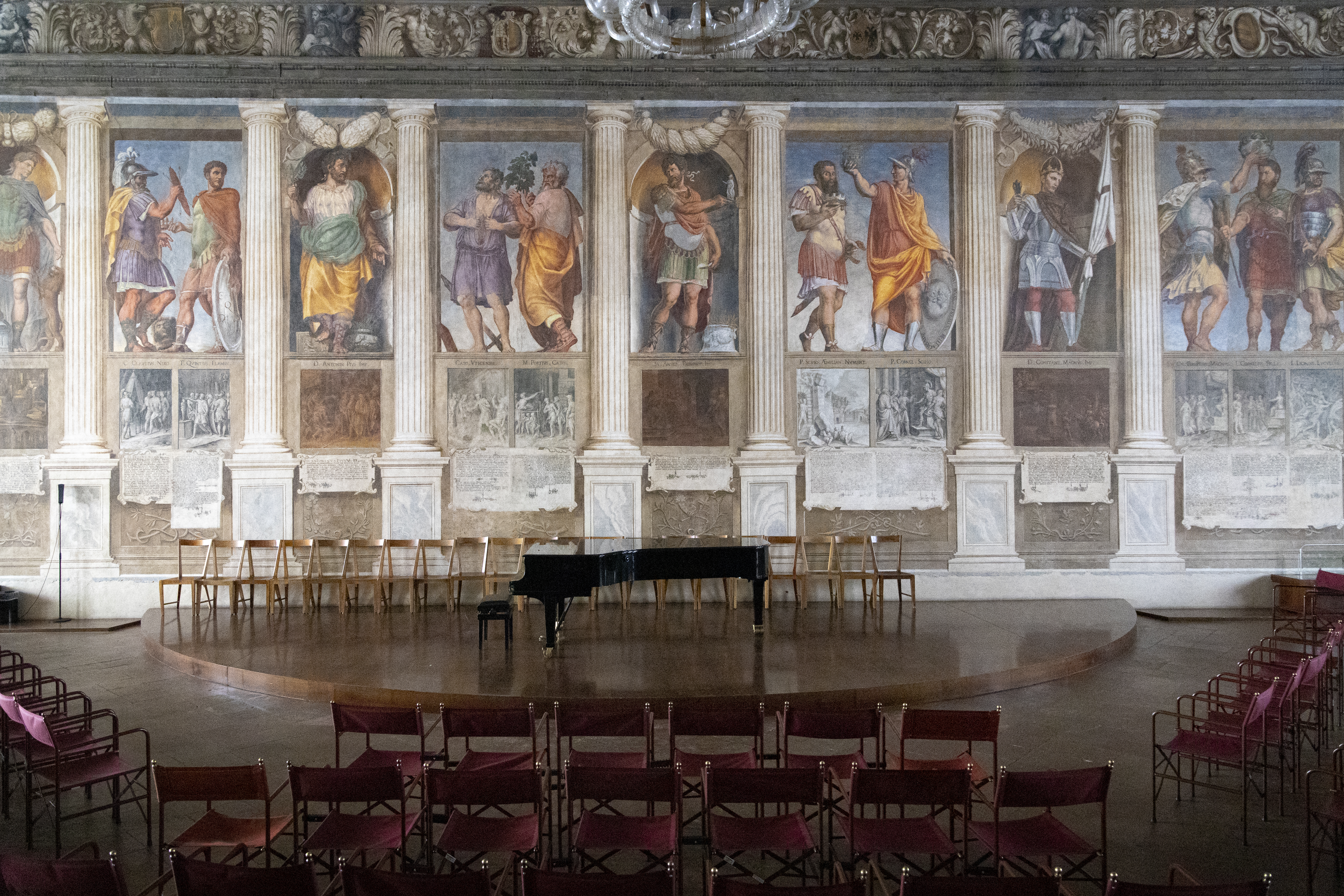
La parete sud

La sala si presenta come un'ampia aula dalla planimetria insolita, di forma pressoché trapezoidale: infatti i due lati finestrati hanno lunghezze differenti, così come la parete nord risulta "spezzata" e leggermente rientrante nella metà rivolta verso est.
La decorazione ad affresco interessa l'intera superficie delle pareti, dalla base fino al soffitto. I lati lunghi sono ritmati da una possente griglia architettonica dipinta ad imitare un colonnato con alti plinti decorati con finte specchiature marmoree; al suo interno si alternano nicchie coronate da festoni di verzura ed ampie aperture a fondo vuoto o con paesaggi campestri e collinari resi con semplicità. All'interno di questa partitura si inseriscono i diversi uomini illustri, a grandezza naturale, ognuno indicato con il suo nome latino. Ciascun personaggio è rispettivamente accompagnato da un elogium latino in prosa, in cui vengono ripercorsi i punti salienti della sua biografia, così come da un pannello a monocromo, che illustra ed integra alcune delle vicende sopra narrate, collocati entrambi nel basamento sottostante le figure.
Il colonnato sorregge un architrave, sormontato a sua volta da un elaborato fregio continuo in cui, tra foglie d'acanto e girali vegetali, si inseriscono delle figure maschili e femminili di dimensioni nettamente minori rispetto ai Giganti, rese a grisaille. Esse rappresentano diverse divinità del pantheon greco-romano così come allegorie delle virtù cardinali e teologali, connesse tra loro da una ricca simbologia che attinge tanto alla tradizione classica quanto al neoplatonismo di matrice rinascimentale. In questa successione compaiono anche le riproduzioni dipinte di diversi stemmi araldici, tra cui si riconoscono in particolare quello della famiglia Corner e quello della casa d'Asburgo. Lo schema architettonico si semplifica lungo le pareti corte, dove permane il solo fregio, mentre il colonnato viene a scomparire. Sui pilastri tra un finestrone e l'altro, lungo i lati minori, trovano posto inoltre alternativamente due leoni marciani in posa araldica; lo scudo a croce rossa su campo bianco, stemma di Padova; e lo stemma del doge dell'epoca, Pietro Lando. Merita una menzione di pregio anche il soffitto ligneo a cassettoni, caratterizzato da cornici a treccia che inquadrano rosoni in pannelli ottagonali, pannelli rettangolari decorati con intrecci vegetali, mascheroni, grottesche e pannelli quadrati con volti umani ritratti di profilo, di chiara ispirazione numismatica.

### Gli uomini illustri
La Sala prende il nome dall'elemento evidentemente ritenuto più caratteristico: i "Giganti", ossia gli affreschi degli uomini illustri.
Per quanto riguarda il ciclo trecentesco, voluto da Francesco I da Carrara e andato pressoché perduto, esso constava di 36 figure riprese dal De viris illustribus di Petrarca, che il signore padovano chiese appositamente al poeta di riprendere, e che dopo la morte di Petrarca fu completato dal suo collaboratore Lombardo della Seta. Fuori dal ciclo si collocavano altri due ritratti, ossia quelli proprio di Petrarca e Lombardo. Così, il primo ciclo verosimilmente includeva: Romolo, Numa Pompilio, Tullo Ostilio, Anco Marzio, Lucio Giunio Bruto, Orazio Coclite, Lucio Quinzio Cincinnato, Marco Furio Camillo, Tito Manlio Imperioso Torquato, Marco Valerio Corvo, Publio Decio Mure, Lucio Papirio Cursore, Manio Curio Dentato, Gaio Fabricio Luscino, Alessandro Magno, Pirro, Annibale, Quinto Fabio Massimo Verrucoso, Marco Claudio Marcello, Gaio Claudio Nerone, Marco Livio Salinatore, Publio Cornelio Scipione, Marco Porcio Catone, Publio Cornelio Scipione Nasica, Tito Quinzio Flaminino, Lucio Cornelio Scipione Asiatico, Lucio Emilio Paolo Macedonico, Quinto Cecilio Metello, Publio Cornelio Scipione Emiliano, Gaio Mario, Pompeo Magno, Giulio Cesare, Augusto, Vespasiano, Tito, Traiano.
Il ciclo cinquecentesco, quello attuale, ospita in tutto 50 uomini illustri, inseriti in un quadro temporale che va dalla fondazione di Roma al Rinascimento, riprendendo e ampliando la precedente decorazione carrarese. Si noti che i personaggi non sono disposti sulle pareti secondo il criterio lineare della loro successione cronologica.
Sui lati lunghi, trovano posto 44 uomini di governo, tutti appartenenti alla sfera politica e civile della storia romana; si suddividono a loro volta in 6 re e 10 imperatori, isolati all'interno delle nicchie, e 28 uomini della repubblica, i quali invece sono collocati nei vani aperti, in gruppi di due o di tre. Questa porzione del ciclo si apre con la figura di Romolo, collocata all'estremità occidentale della parete nord, e si conclude con Carlo Magno, allo stesso angolo della parete opposta. Sulle pareti corte invece si trovano 6 uomini di lettere, appartenenti all'epoca antica e a quella moderna e tutti particolarmente significativi per la storia di Padova.
- I 44 uomini di governo sono:[7] Romolo, Numa Pompilio, Tullo Ostilio, Anco Marzio, Tarquinio Prisco, Servio Tullio; Lucio Giunio Bruto, Publio Valerio Publicola, Lucio Quinzio Cincinnato, Aulo Cornelio Cosso, Marco Furio Camillo, Tito Manlio Imperioso Torquato, Marco Valerio Corvo, Lucio Papirio Cursore, Quinto Fabio Massimo Rulliano, Manio Curio Dentato, Gaio Fabricio Luscino, Marco Atilio Regolo, Quinto Fabio Massimo Verrucoso, Marco Claudio Marcello, Gaio Claudio Nerone, Publio Cornelio Scipione, Marco Porcio Catone, Tito Quinzio Flaminino, Lucio Emilio Paolo Macedonico, Publio Cornelio Scipione Emiliano, Gaio Mario, Lucio Cornelio Silla, Quinto Sertorio, Lucio Licinio Lucullo, Pompeo Magno, Marco Porcio Catone Uticense, Marco Tullio Cicerone, Marco Giunio Bruto; Giulio Cesare, Augusto, Vespasiano, Tito, Traiano, Antonino Pio, Marco Aurelio, Costantino I, Teodosio, Carlo Magno.
- I sei letterati sono: Quinto Asconio Pediano, Gaio Valerio Flacco, Lucio Arrunzio Stella, Francesco Petrarca, Lombardo della Seta, Francesco Zabarella.

Ad eccezione dei sei letterati, la maggior parte dei Giganti indossa abiti militari, in virtù delle imprese militari a cui sono legati i loro nomi, ed esibisce uno o più attributi che trovano risonanza con le stesse. Risulta chiaro il significato attribuito ai soggetti: come accade in numerosi altri esempi contemporanei, anche nel caso padovano essi rappresentano modelli di virtù politica, culturale e morale, esempi utili ad esaltare e ribadire il buon governo illuminato della Repubblica di Venezia. In questo insieme, apparentemente di facile interpretazione, si inseriscono tuttavia anche ulteriori livelli di lettura.
- Singolare è l'inserimento, tra gli imperatori, delle figure di Antonio Pio e Marco Aurelio, e ancor più di Costantino, Teodosio e Carlo Magno, una scelta dal chiaro valore politico. Essi alludono alla translatio imperii dai Cesari a Carlo V d'Asburgo - e quindi dall'Impero romano al Sacro Romano Impero - in quanto, nel corso della prima metà del '500, la Serenissima aveva intessuto con l'Asburgo precisi legami politici di fedeltà, se non implicita subordinazione.
- L'inserimento di figure di letterati legati a Padova, tre antichi e tre moderni, è invece un rimando al vivace ambiente culturale della città e trasversalmente al mondo universitario, dove si formavano i futuri funzionari della Repubblica e che in quel momento storico stava vivendo il suo massimo splendore.